# 127型フリゲート
127型フリゲート（127がたフリゲート、ドイツ語: Fregatte Klasse 127）は、ドイツ海軍が計画しているフリゲートの艦級。

## 来歴
2020年代の時点で、ドイツ海軍は防空艦としてザクセン級フリゲート（124型）を運用しているものの、これらは2034年から2036年にかけて運用を終了する計画である。2021年2月、エアバスは「127型フリゲートの耐用年数全体に渡る運用に耐えるスケーラブルなAMD（Air and Missile Defence）テストベッドの一般的コンセプト」についての調査契約を受注した。2022年2月からは次世代防空フリゲート（NGFrig-AD）計画として本格的な作業が開始され、同年12月には分析フェーズ1が終了したと伝えられた。
2023年3月に発表された「2035年以降の海軍の姿」（Zielbild für die Marine ab 2035）では、防空艦としての127型フリゲート6隻が、対潜艦としての126型フリゲート6隻とともに水上戦闘艦部隊の中核を形成することとされていた。また同月には、ティッセンクルップ・マリン・システムズ（TKMS）のMEKO A400-AMD型が採択される見込みであると報道された。
2024年12月、ドイツ連邦議会の予算委員会および国防委員会は、ロッキード・マーティンに対して127型フリゲートのシステム設計の適合性調査を発注するための予算を承認した。

## 設計
TKMS社がF127計画に提案した設計はMEKO A400-AMDと称されており、構造面ではMEKOシリーズの思想を引き継いでいるものとみられている。「MEKO A400」という型式名は本計画への応募で初めて公表されたものではあるが、今後の国外への輸出も視野に入れて、やはりMEKOシリーズを特徴づけるモジュール化設計を踏襲しているものとみられている。
船体の外見上は、下部が前方に突き出した特徴的な形状のステムを採用している。MEKOシリーズに共通する中央船楼型の船型を採用しており、上部構造物上には、前後に2つの塔状の構造物が設置されている。後ろ側の塔状構造物は煙突と一体化しているが、この煙突はMEKOシリーズでしばしば採用されてきたV字型のものではなく、シンプルな四角形のものとされている。
主機としてはディーゼルエンジンとガスタービンエンジンを2基ずつ搭載すると報じられている。ただし艦型が大きいうえにアメリカ海軍の原子力空母に随伴できる速力を求められていることから、ロールス・ロイス マリン トレントのような大出力ガスタービンエンジンを採用するか、組み合わせ方式をCODAG方式としなければ、所定の出力を確保できない可能性が指摘されている。

## 装備
搭載する武器システムの詳細は検討段階だが、イージスシステムを中核とした戦闘システムを備えると報じられている。TKMSが公開した模型ではAN/SPY-6(V)1のように見えるフェイズドアレイ・アンテナ4面が設置されていたものの、多機能レーダーとしてはAN/SPY-7も候補に挙げられていると報じられている。またこのアンテナの上方には一回り小さなアンテナも設置されており、こちらはヘンゾルト製Spexer 2000のような国産の対水上・低空警戒用レーダーのアンテナであるものと推測されている。
艦橋直前にはMk.41 VLSが設置され、SM-2やSM-6、ESSMといった艦対空ミサイル、更にはSM-3弾道弾迎撃ミサイルを収容する。また上部構造物の前後にはRAM近接防空ミサイルの21連装発射機が1基ずつ設置されている。艦対艦ミサイルとしてはNSMの名前が挙がっているが、その後継である3SMティルフィング、あるいはRBS-15の可能性も指摘されている。
艦首甲板には64口径127mm単装砲（127/64LW）が搭載される。また近距離での防御用として機関砲が搭載されるほか、レーザー兵器が搭載されるという情報もある。